# Eduard Geyer
Eduard Geyer (Bielitz, 7 ottobre 1944) è un allenatore di calcio ed ex calciatore tedesco, di ruolo centrocampista.
È stato l'ultimo commissario tecnico della Germania Est. Nacque ai tempi della Germania nazista, poi nel dopoguerra divenne cittadino tedesco-orientale; a partire dal 1990 è tornato a essere cittadino tedesco.

## Carriera

### Giocatore
Originaria dell'Alta Slesia, la famiglia di Geyer si trasferì a Dresda subito dopo la fine della Seconda guerra mondiale e iniziò la sua carriera nelle giovanili dell'Einheit Dresda; all'inizio fu di ruolo portiere, si spostò poi in attacco d infine si stabilì a giocare come difensore.
Nel 1965 venne tesserato dal Lokomotive Dresda e nel 1968 si trasferì alla Dinamo Dresda con cui giocò fino al 1975, anno in cui dovette ritirarsi per problemi di salute. Con la Dinamo giocò in tutto 112 partite andando a segno dodici volte, vincendo la DDR-Oberliga nel 1971 e nel 1973 e una FDGB-Pokal nel 1971.

### Allenatore
Iniziò allenando le giovanili della Dinamo Dresda, passando nel 1986 alla guida della prima squadra al posto di Klaus Sammer. Con la Dinamo vinse il campionato nel 1989 ponendo fine a dieci anni di dominio della Dinamo Berlino. Raggiunse nello stesso anno le semifinali di Coppa UEFA e passò a traghettare la Germania Est fino alla riunificazione tedesca.
Dopo aver fatto per un breve periodo il talent-scout per lo Schalke 04, andò in Ungheria per guidare il BFC Siófok per un anno prima di ritornare in Germania ad allenare il Sachsen Leipzig. Con la squadra sassone vinse la NOFV-Oberliga (IV) nel 1993, ma per problemi finanziari fu negata al club la promozione in Regionalliga. Passò nel 1994 all'Energie Cottbus con cui raggiunse grande popolarità, grazie soprattutto al raggiungimento della Bundesliga dopo aver vinto sia la Regionalliga che la Zweite Bundesliga. Nonostante l'esiguo budget della compagine, Geyer fu capace di mantenere la squadra per tre anni in massima serie e di raggiungere nel 1997 la finale di Coppa di Germania.
La retrocessione nel 2003 seguita da un quattordicesimo posto in Zweite Bundesliga nel 2005, sancirono l'esonero dalla panchina dell'allenatore. Nel 2006 andò negli Emirati Arabi Uniti ad allenare per sei mesi l'Al-Nasr Sports Club, ritornò poi al Sachsen Leipzig, anche se inizialmente ricoprì la carica di direttore sportivo. Abbandonò il Sachsen alla fine della stagione 2006-2007 a causa dei problemi finanziari che continuavano ad affliggere la società e ritornò alla Dinamo Dresda nella speranza di portare la squadra almeno in Dritte Bundesliga.

## Palmarès

### Giocatore
- Campionato tedesco orientale: 2

Dinamo Dresda: 1970-1971, 1972-1973
- Coppa della Germania Est: 1

Dinamo Dresda: 1971

### Allenatore
- Campionato tedesco orientale: 1

Dinamo Dresda: 1988-1989
- Fußball-Regionalliga: 1

Energie Cottbus: 1996-1997